# Det Grønne Parti (USA)
Det Grønne Parti (på engelsk: Green Party of the United States (GPUS) eller blot Green Party) er et amerikansk nationalt politisk parti grundlagt i 1984 som en sammenslutning af grønne partier i de enkelte delstater. Ved sammenslutningen blev Green Party of the United States det primære grønne parti i USA og overskyggede derved det tidligere største grønne parti Greens/Green Party USA.
Green Party of the United States anses som et af de "store" partier i USA, der udgør et alternativ til Det Demokratiske Parti og Det Republikanske Parti, men partiet er i sammenligning med de to store partier markant mindre. Partiet opnåede offentlig bevågenhed, da Ralph Nader stillede op som partiets præsidentkandidat ved præsidentvalgene i USA i 1996 og 2000.
Partiet er ikke i dag repræsenteret i den amerikanske kongres og har ikke repræsentanter valgt som guvernører i de enkelte delstater. På delstatsniveau har Green Party i perioden indtil 2014 haft en repræsentant i Arkansas House of Representatives, og har tidligere haft valgt en repræsentant i Maine House of Representatives, John Eder.
En række politikere fra Green Party er valgt til byråd og enkelte borgmesterposter i amerikanske byer.

## Ideologi
Green Partys partiprogram er ideologisk baseret på fire søjler: Økologisk visdom, Social og økonomisk retfærdighed, Græsrodsdemokrati og Ikke-vold og fred. Partiet lægger vægt på miljø, ikke-hirakisk deltagende demokrati, social retfærdighed, respekt for politisk diversitet, fred og ikke-vold. Partiet har erklæret følgende "10 nøgleværdier" der beskrives som ikke-autoritære, vejledende principper:
1. Græsrodsdemokrati
2. Social retfærdighed og lige muligheder
3. Økologisk visdom
4. Ikke-vold
5. Decentralisering
6. Lokalt baseret økonomi
7. Lighed mellem kønnene
8. Respekt for forskellighed
9. Personlig og globalt ansvar
10. Fokus mod en bæredygtig fremtid

Green Party accepterer ikke donationer fra virksomheder eller fra de amerikanske "political action committees" (PACs). Partiet vender sig stærkt imod og benytter en skarp retorik overfor enhver form for indflydelse fra erhvervslivet være sig indflydelse på regeringen, medierne og samfundet generelt.

## Vælgernes geografiske fordeling
Green Party har sin stærkeste støtte på den amerikanske vestkyst, i området omkring de store søer og i det nordøstlige USA. I juni 2007 var 55 ud af partiets 226 valgte politikere valgt i Californien. Andre stater, hvor der er forholdsvis stærk repræsentation er Pennsylvania (31), Wisconsin (23), Massachusetts (18) og Maine (17). Maine er den stat med flest valgt Green Party politikere valgt i forhold til befolkningsgrundlaget.

## Resultater ved præsidentvalg
| Valgår | Kandidat         | Vice-kandidat | # af alle stemmer | % af alle stemmer |
| ------ | ---------------- | ------------- | ----------------- | ----------------- |
| 1996   | Ralph Nader      | Winona LaDuke | 684,871           | 0.71              |
| 2000   | Ralph Nader      | Winona LaDuke | 2,882,955         | 2.74              |
| 2004   | David Cobb       | Pat LaMarche  | 119,859           | 0.10              |
| 2008   | Cynthia McKinney | Rosa Clemente | 161,680           | 0.12              |
| 2012   | Jill Stein       | Cheri Honkala | 468,907           | 0.36              |

Ved valgene til Kongressen (Repræsentanternes Hus og Senatet) har partiet aldrig opnået mere end 1% af stemmerne.

## Valgte kandidater
Pr. 22. august 2014 er partiet repræsenteret med 128 kandidater i byråd m.v. over hele USA Embederne er ganske varierende og omfatter valg i byråd, skolebestyrelser, renovationsselskaber m.v. 23 stater har kandidater fra Green Party valgt på byrådsniveau og medlemmeer af partiet har haft borgmesterposter i Californien and New York. Den for nuværende (2014) højeste position, der varetages af et medlem valgt for Green Party er borgmesteren i Richmond i Californien, Gayle McLaughlin, der har vundet to valg i byen.
Partiet har haft flertallet i byrådene i enkelte byer (Fairfax, Arcata og Sebastopol, alle i delstaten Californien og New Paltz i delstaten New York).

## Eksterne links
- Wikimedia Commons har flere filer relateret til Det Grønne Parti (USA)
- Officielt website
- Green Party Ballot Status and Voter Registration Totals Arkiveret 26. maj 2008 hos  Wayback Machine